# 木村玲衣
木村 玲衣（きむら れい、1993年12月27日 - ）は、日本の舞台女優。演劇集団キャラメルボックス所属。埼玉県出身。身長153cm、血液型はA型。
星野高等学校卒業後、演劇集団キャラメルボックス俳優教室第10期生となり、2013年演劇集団キャラメルボックスに入団。

## 出演
太字は主演・メインキャスト

### ラジオ
- 青春アドベンチャー『ソラのスケッチブック』(2021年、NHK-FM)

### 舞台

#### 演劇集団キャラメルボックス
- 『ウルトラマリンブルー・クリスマス』(2013年、鈴花/マリ)
- 『あなたがここにいればよかったのに』(2014年、堀公香/角倉芙佐子) - 小林春世とクロスキャスト
- 『ブリザード・ミュージック』(2014年、ふなこ) - 関根翔太とクロスキャスト
- 『パスファインダー』(2015年、リン)
- 『カレッジ・オブ・ザ・ウィンド』(2015年、ヨウタ)
- 『時をかける少女』(2015年、尾道マナツ)[2]
- 『きみがいた時間ぼくの行く時間』(2016年、12歳の紘未)
- 『フォーゲット・ミー・ノット』(2016年、吉野てるみ)
- 『嵐になるまで待って』(2016年、チカコ)
- 『スロウハイツの神様』(2017年・2019年、加々美莉々亜）
- 『夏への扉』(2018年、リッキイ・ジェントリイ)
- 『エンジェルボール』(2018年、もさん)
- 『サンタクロースが歌ってくれた』(2021年、フミ)
- アクターズプロデュース『ミス・ダンデライオン』(2022年、11歳の樹里)
- 『クローズ・ユア・アイズ』(2023年)

#### 客演
- ナッポスユナイテッド
  - 『トンマッコルへようこそ』(2016年) - イヨン 役
  - 『スキップ』(2017年) - 桜木美也子 役
  - 『かがみの孤城』(2020年) - 東条萌 役
  - 『容疑者Xの献身』(2021年) - 花岡美里 役
- 『幸せな孤独な薔薇』(2015年、旋風計画)
- 『エール！』(2017年、yataPro)
- 『さよならはここにいる』(2018年、こゆび侍)
- 『サラバ、偉大な魔法使い』(2020年1月、すゞひ企画)
- 『エール！』(2020年、チーム・ユニオン)
- 『ある冴えない男の人生最悪の選択』(2020年、すゞひ企画)
- 『サラバ、偉大な魔法使い』(2020年10-11月、すゞひ企画)
- 『僕をみつけて』（2025年2月、かわいいコンビニ店員飯田さん） - 雪 役[3]